# Mahali à dos roux
Plocepasser rufoscapulatus
Espèce
Statut de conservation UICN

 LC  : Préoccupation mineure
Le Mahali à dos roux (Plocepasser rufoscapulatus), également appelé Mahali à dos rouge ou Moineau-tisserin à dos roux, est une espèce de passereau de la famille des Ploceidae.
Cet oiseau vit dans le miombo.
Il mesure 18 cm et de 39 à 49 g.